# Setaria verticillata
Setaria verticilliata es una especie fanerógama de pasto de la familia Poaceae, con raíz ramificada. Es originaria de Europa.

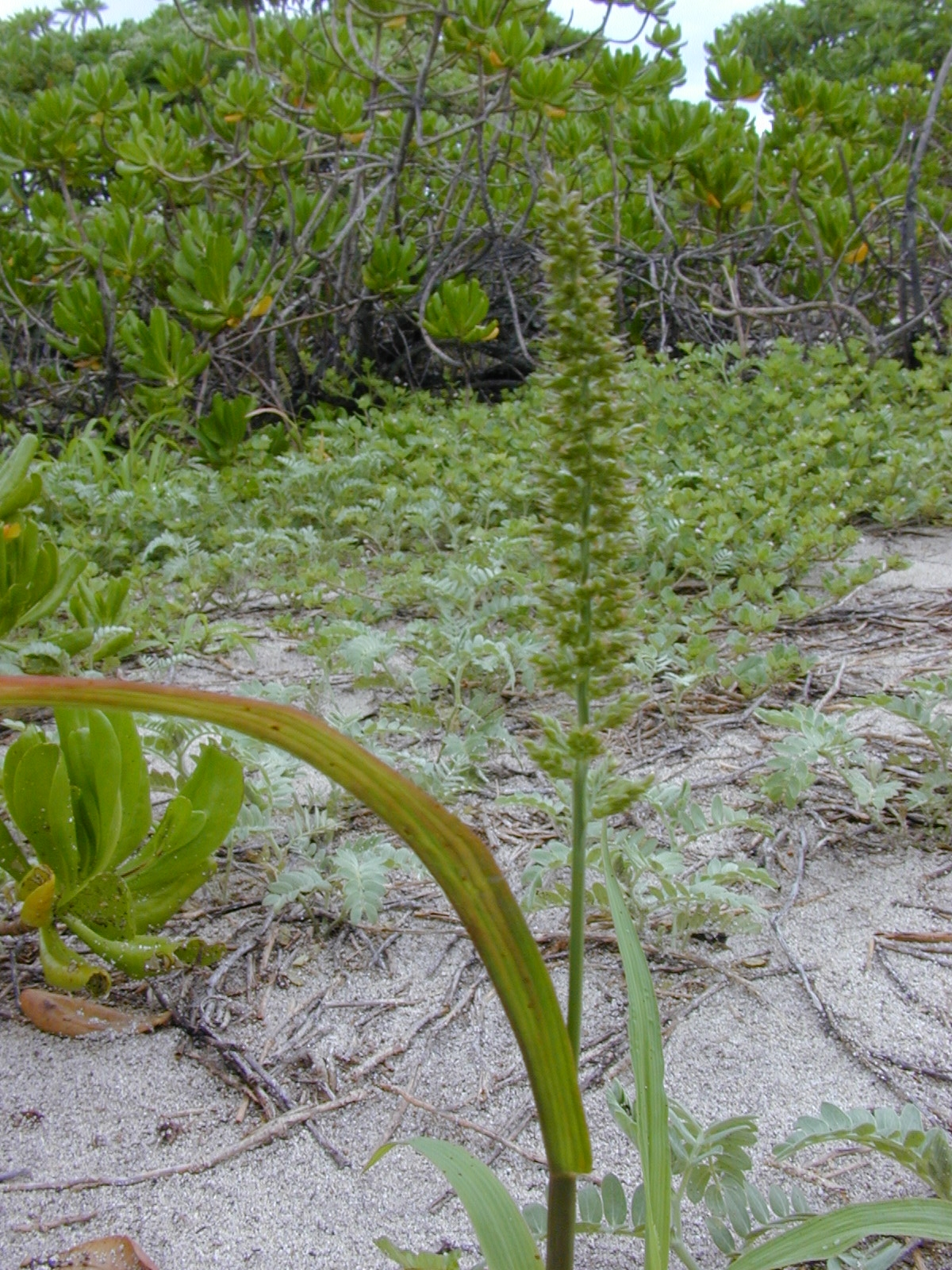

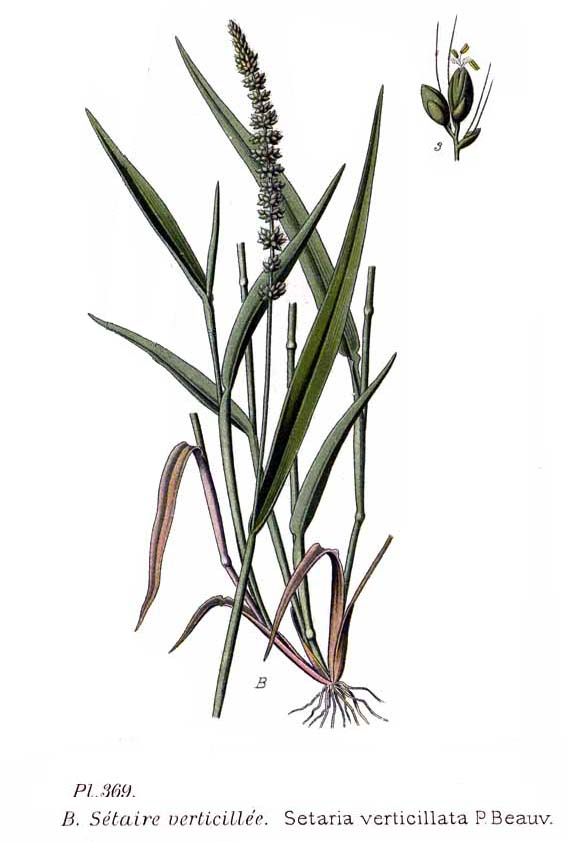
Ilustración

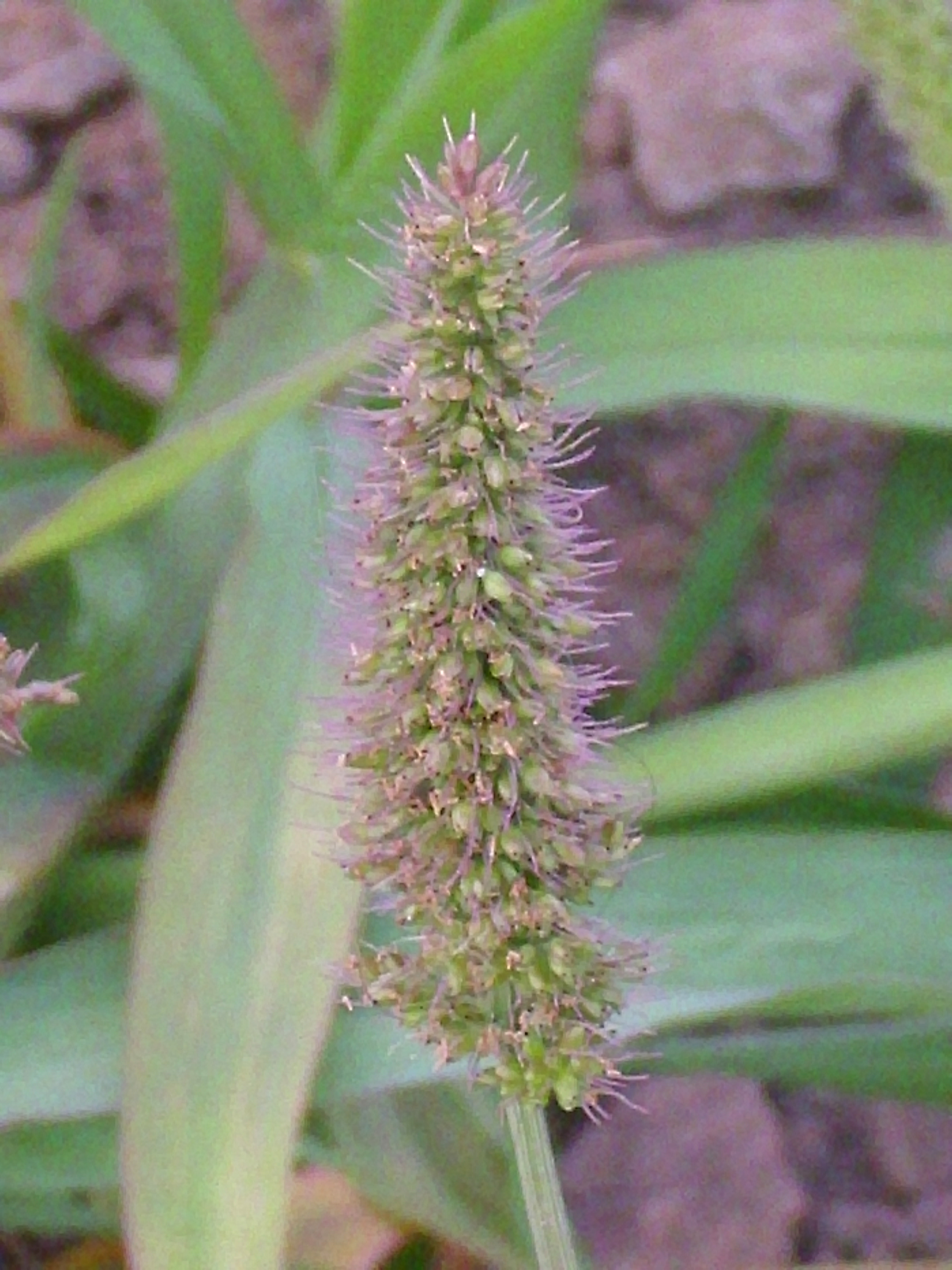
Detalle

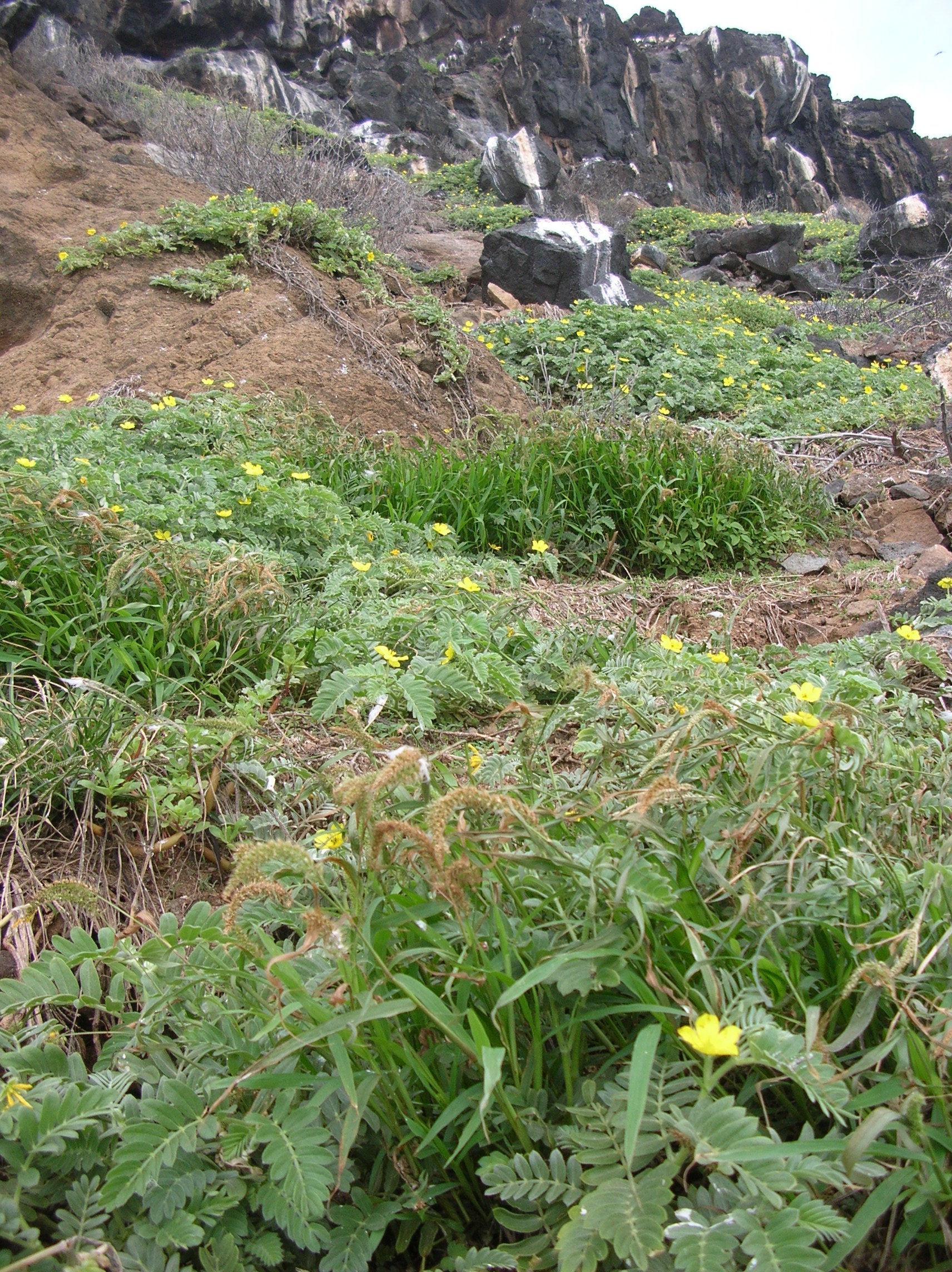
En su hábitat

## Descripción
El tallo de consistencia herbácea, con presencia de nudos. Las hojas de borde serrado, lineal lanceoladas, hojas en disposición alterna. Inflorescencias agrupadas en espiga con terminaciones de aristas que son las que dan su particular nombre.  Son hermafroditas, de ovario súpero. El fruto es una cariópside, propagándose por semillas.

## Importancia
Es una planta forrajera.

## Taxonomía
La especie fue descrita inicialmente como Panicum verticillatum por Carolus Linnaeus y publicada en Species Plantarum, Editio Secunda 1: 82–83, en 1762, actualmente, es tanto un sinónimo como el basónimo de esta. Finalmente, sería trasferida al género Setaria por Palisot de Beauvois en Essai d'une Nouvelle Agrostographie 51, 171, 178, en 1812.
Etimología
Setaria: nombre genérico que deriva del latín seta (cerda), aludiendo a las inflorescencias erizadas. 
verticillata: epíteto latino que significa "con verticilos".
Variedades aceptadas
- Setaria verticillata var. ambigua (Guss.) Parl.
- Setaria verticillata var. colorata (A. Braun ex Asch. & Graebn.) Podp.
- Setaria verticillata var. robusta (A. Braun) Hegi

Sinonimia
- Alopecurus paniceus (L.) L.
- Chaetochloa brevispica Scribn. & Merr.
- Chaetochloa verticillata (L.) Scribn.
- Chamaeraphis italica var. aparine (Steud.) Kuntze
- Chamaeraphis italica var. densa Kuntze
- Chamaeraphis italica var. rottleri (Spreng.) Kuntze
- Chamaeraphis italica var. verticillata (L.) Kuntze
- Chamaeraphis verticillata (L.) Porter
- Cynosurus paniceus L.
- Ixophorus verticillatus (L.) Nash
- Panicum acuminatissimum Nees ex Döll
- Panicum adhaerens Forssk.
- Panicum albospiculatum Swallen
- Panicum aparine Steud.
- Panicum apricum Swallen
- Panicum asperum Lam.
- Panicum bambusifolium Desv.
- Panicum floribundum Willd. ex Spreng.
- Panicum italicum Ucria
- Panicum kleinii Swallen
- Panicum pompale Swallen
- Panicum respiciens (A.Rich.) Hochst. ex Steud.
- Panicum rottleri (Spreng.) Nees
- Panicum rude Nees
- Panicum rude Lam. ex Steud.
- Panicum secundum Trin.
- Panicum semitectum Swallen
- Panicum vagum Scop.
- Panicum verticillatum L.
- Panicum viride Desf.
- Pennisetum respiciens A.Rich.
- Pennisetum verticillatum (L.) R.Br.
- Setaria adhaerens (Forssk.) Chiov.
- Setaria ambigua f. major Bujor.
- Setaria ambigua var. major Bujor.
- Setaria ambigua f. ramiflora Bujor.
- Setaria aparine (Steud.) Chiov.
- Setaria brevispica (Scribn. & Merr.) K.Schum.
- Setaria carnei Hitchc.
- Setaria decipiens f. major (Bujor.) Soó
- Setaria depauperata Phil.
- Setaria floribunda Spreng.
- Setaria italica var. aparine (Steud.) Kuntze
- Setaria leiantha f. subhirsuta Hack.
- Setaria nubica Link
- Setaria panicea (L.) Schinz & Thell.
- Setaria pratensis Phil.
- Setaria respiciens (A.Rich.) Walp.
- Setaria rottleri Spreng.
- Setaria teysmannii Miq.
- Setaria verticilliformis Dumort.
- Setaria viridis var. insularis N.Terracc.
- Setariopsis verticillata (L.) Samp.[4][5]